# Tzuchinoko
Tzuchinokoen er en legendarisk slangelignende kryptid, der siges at være set i Japan. Folk, der påstår at have set dette væsen, siger, at den er omkring 30-80 cm lang, den er meget tyk og bred, så den ligner en kæmpestor skovsnegl. Desuden har den et stort hoved, og kraftige skæl over øjnene der godt kan ligne øjenbryn.